# 카리사 카포비안코
카리사 카포비안코(Carissa Capobianco, 1988년 7월 5일 ~ )는 미국의 배우, 텔레비전 배우, 영화배우이다.
애틀랜타에서 태어났다.

## 영화
- 내 아내의 행복한 장례식 (2012년) - 어텀 역
- 왓치 (2012년) - 맨디 역
- 틴 스피릿 (2011년)
- 세크리테어리엇 (2010년)
- 마크 피즈 익스피리언스 (2009년)
- 팹 파이브 : 더 텍사스 치어리더 스캔들 (2008년) - 신디 하퍼 역
- 댄스 오브 더 데드 (2008, Dance of the Dead)
- 오거스트 (2007년)